# Lukáš Magera
Lukáš Magera (* 17. ledna 1983 Opava) je český fotbalový útočník a bývalý reprezentant, od ledna 2020 působící v klubu SK Zápy. Mimo Česko působil v Rumunsku a ve Velké Británii (Anglii).

## Klubová kariéra
Svoji fotbalovou kariéru začal v FC MSA Dolní Benešov, odkud v průběhu mládeže zamířil do FC Baník Ostrava.

### FC Baník Ostrava
V roce 2003 se propracoval do prvního týmu. Za tým nastoupil k 110 ligovým utkáním, ve kterých vsítil 21 branek. Během svého působení získal s týmem v sezoně 2003/04 ligový titul a v následujícím ročníku český pohár.

### SK Kladno (hostování)
Před podzimní částí sezony 2004/05 odešel na hostování do SK Kladno. Nastoupil k 12 zápasům, dal 3 góly.

### FC Temešvár
V létě 2008 přestoupil do rumunského týmu FC Temešvár, kde podepsal tříletou smlouvu s opcí na dva roky. Za Temešvár vstřelil 21 branek v 85 střetnutích.

### Swindon Town FC
Před ročníkem 2011/12 Temešvár opustil a podepsal dvouletý kontrakt s anglickým mužstvem Swindon Town FC. Na jaře 2012 hostoval v Ostravě. V létě 2012 v klubu předčasně skončil. Za Swindon odehrál 12 utkání, dal 1 gól.

### FC Baník Ostrava (hostování)
V únoru 2012 se vrátil na hostování do Baníku Ostrava. S týmem bojoval o záchranu v nejvyšší soutěži, která se zdařila. Po půl roce klub opustil. Během jara 2012 nastoupil ke 13 střetnutím, ve kterých vstřelil 3 branky.

### FK Mladá Boleslav
V létě 2012 přestoupil do FK Mladá Boleslav, kde uzavřel dvouletou smlouvu. Tým o hráče už v minulosti stál. Po příchodu se hned uvedl 2 góly v úvodním domácím zápase 2. předkola Evropské ligy proti islandskému celku Thór Akureyri, středočeský klub zvítězil 3:0. V odvetném utkání na islandské půdě zařídil Magera jediným gólem vítězství Mladé Boleslavi a potvrdil tak vynikající formu v úvodu sezóny. Mladá Boleslav postoupila do 3. předkola, kde se střetla s nizozemským klubem Twente Enschede, který ji po shodných výsledcích 0:2 a 0:2 z evropského poháru vyřadil.
V 1. lize debutoval za Mladou Boleslav 29. července 2012 v utkání proti domácím Teplicím, které zvítězily 1:0. Před sezonou 2014/15 podepsal s klubem nový kontrakt na dva roky.
Účinkoval i v Evropské lize UEFA 2014/15, kde Mladá Boleslav vyřadila ve 2. předkole bosenský tým NK Široki Brijeg po výhrách 2:1 doma a 4:0 venku.
15. 10. uzavřel novou smlouvu do léta 2018.

### FC Zbrojovka Brno
Koncem června 2018 se dohodl na dvouleté smlouvě s druholigovou Zbrojovkou Brno. V prvních šesti utkáních druholigového ročníku pokaždé skóroval, po 10 odehraných kolech má na kontě 8 branek a vévodí průběžné tabulce nejlepších střelců soutěže. Dne 21.1.2020 se s Brnem domluvili na ukončení spolupráce.

## Reprezentační kariéra
Magera působil v mládežnickém reprezentačním výběru České republiky v kategorii do 21 let, za který odehrál celkem 13 zápasů a vstřelil 2 góly.

### A-mužstvo
Nastoupil i ke čtyřem zápasům za české reprezentační A-mužstvo, debutoval 5. června 2009 v přátelském domácím zápase proti Maltě (výhra 1:0). Poté se v listopadu 2009 zúčastnil turnaje ve Spojených arabských emirátech, kde český národní tým prohrál s domácí reprezentací na pokutové kopy 2:3 a poté i s Ázerbájdžánem 0:2. Poslední zápas v reprezentačním dresu absolvoval 8. října 2010 doma proti Skotsku (výhra 1:0).

### Reprezentační zápasy a góly
| Rok    | Zápasy | Góly |
| ------ | ------ | ---- |
| 2004   | 7      | 1    |
| 2005   | 6      | 1    |
| Celkem | 13     | 2    |

| Rok    | Zápasy | Góly |
| ------ | ------ | ---- |
| 2009   | 3      | 0    |
| 2010   | 1      | 0    |
| Celkem | 4      | 0    |

Góly Lukáše Magery v české reprezentaci do 21 let
| Gól | Datum        | Stadion                         | Soupeř    | Skóre (min.) | Výsledek | Soutěž                     |
| --- | ------------ | ------------------------------- | --------- | ------------ | -------- | -------------------------- |
| 010 | 17. 11. 2004 | Skopje, Makedonie               | Makedonie | 02:20 (90.)  | 2:2      | kvalifikace na ME U21 2006 |
| 02  | 25. 3. 2005  | Městský stadion, Mladá Boleslav | Finsko    | 01:00 (20.)  | 3:0      | kvalifikace na ME U21 2006 |